# Rio Lys
O rio Lys (na sua forma portuguesa: Lis) ou rio Leie[carece de fontes?] (em francês:  La Lys, em neerlandês:  Leye) é um rio que nasce na França, cruza a fronteira com a Bélgica, corta a cidade de Kortrijk e desagua no rio Escalda em Gante (Gent/Ghent/Gand). Tem 202 km de extensão.
O Lys é um rio muito poluído devido à alta densidade de população e indústrias no norte da França e na Bélgica.
A região do Lys entre Deinze e Gante, costumava ser conhecida como local favorito de vários pintores na primeira metade do século XX.
Ao longo do seu percurso, o rio Lys banha as seguintes regiões e municípios:
- Em França:
  - Pas-de-Calais: Thérouanne, Aire-sur-la-Lys
  - Nord: Merville, Armentières, Halluin
- Na Bélgica:
  - Hainaut: Comines-Warneton
  - Flandres Ocidental: Menen, Wevelgem, Kortrijk, Waregem, Wervik
  - Flandres Oriental: Zulte, Deinze, Ghent

## História
O Leie / Lys era uma navegação comercial da Idade Média, mas foram as inundações devastadoras do rio, e não as melhorias na navegação, que justificaram grandes obras e cortes de meandros iniciados por volta de 1670. A diferença de 9 metros de altitude entre Aire-sur-la- Lys e a fronteira foram gradualmente superadas por seis eclusas e represas, concluídas em 1780. O rio transportava um tráfego pesado de grãos e linho até Ghent e Antuérpia. A navegação foi alugada para uma empresa por volta de 1825, e os bloqueios foram atualizados para 5,20 m de largura, para um calado de 1,60 m. Em dezembro de 1899, mais de 40 crianças em idade escolar patinando no rio congelado em Frelinghien caíram no gelo e se afogaram.
O rio é célebre por ter sido local de uma violenta batalha da Primeira Guerra Mundial, a Batalha de La Lys, que opôs os exércitos portugueses, britânicos, belgas, franceses e alemão entre 7 e 29 de abril de 1918.
O rio recebeu sua profundidade atual pelo Programa Freycinet. A seção abaixo de Armentières foi ampliada para a classe III a partir de 1930, e a seção de fronteira foi aprimorada para a classe Va a partir de 1960. Este trecho faz parte do projeto prioritário da UE 30 para a hidrovia Sena-Escaut. O trecho a montante, por outro lado, é usada quase exclusivamente por embarcações de recreio e, atualmente, está fortemente assoreada.

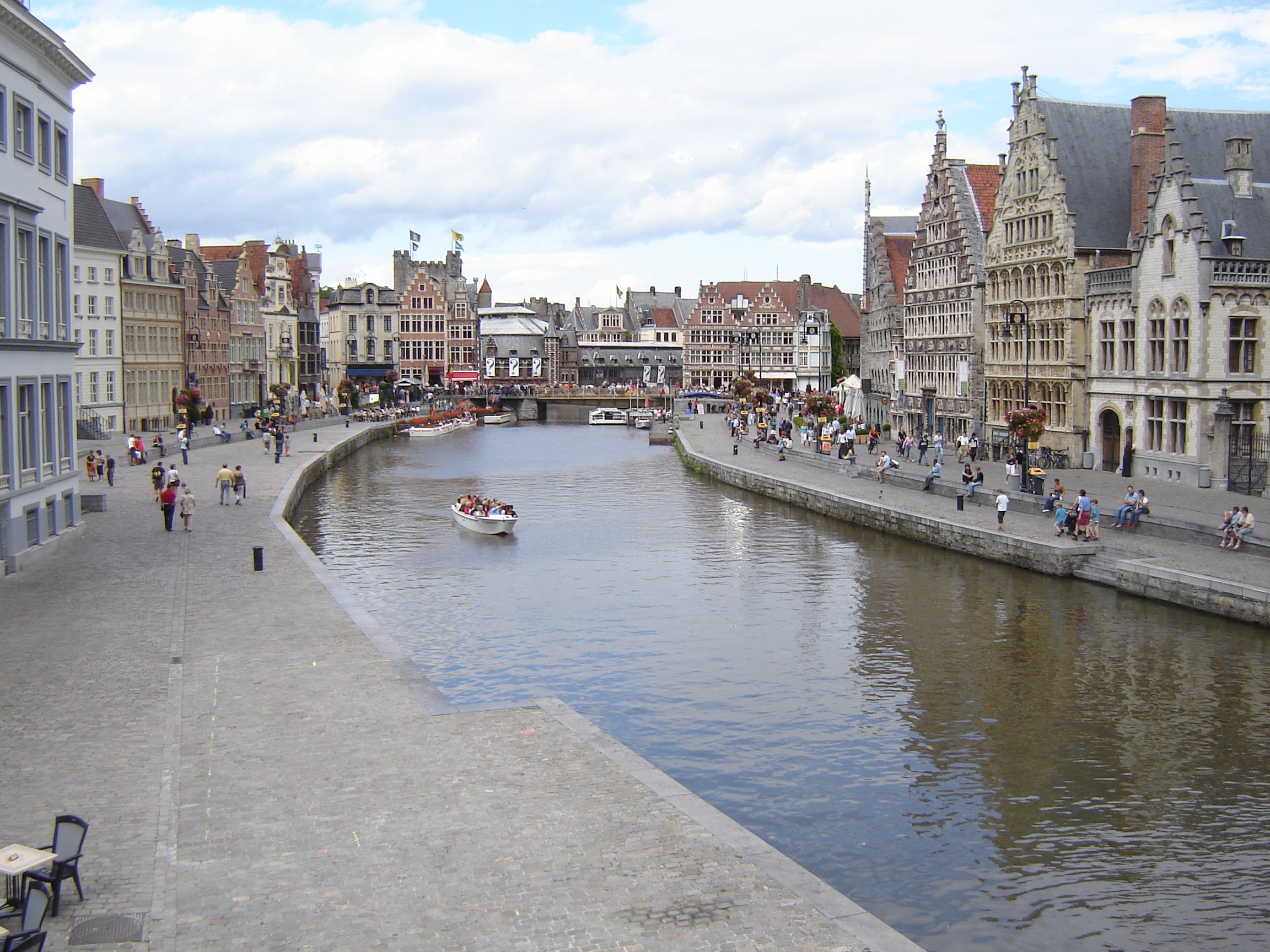
O rio Lys em Gante (Gent/Gand)